# Ben 10: Protector of Earth
Ben 10: Protector of Earth es un videojuego de acción y aventura basado en la serie de animación Ben 10. El juego ha sido desarrollado por High Voltage Software en sus versiones de PlayStation 2, PlayStation Portable y Wii; y por 1st Playable Productions en su versión de Nintendo DS. El juego llegó al mercado en octubre de 2007 en Estados Unidos y en noviembre de 2007 en el resto de mercados.

## Sinopsis
La historia comienza en el Gran Cañón mientras Vilgax envia un bicho robot que extrae ADN del Omnitrix mientras Ben duerme en el camper de su abuelo. Al día siguiente, cayó un metiorito Ben quiere dar acceso a XLR8 para llegar más rápido para recorrer el Gran Cañón, pero el Omnitrix sólo tiene disponibles a dos aliens: Cuatrobrazos y Fuego, después de una lucha de varios robots un robot gigante que lo estaba persiguiendo, Ben lo derrota y recupera una pieza del Omnitrix y desbloquea a XLR8.
Más tarde los Tennyson viajan a Mesa Verde y Ben ve más robots de Vilgax y Caballeros Eternos, en el Área 51 Ben se transforma en Fuego para enfrentarse a más Caballeros Eternos y le toca pelear con Enoch, quien termina escapando en su robot gigante, en el embalse de Hoover, Ben derrota al Armorton y desbloquea a Cannonbolt, en el cráter del meteorito le toca derrotar a los robots.
Más tarde los Tennyson van a San Francisco y se encuentran con Kevin 11 y otras criaturas que salen del Proyector, después Kevin 11 secuestra al Abuelo Max. En el aserradero, Ben y Gwen ven unos diamantes en un árbol y Kevin 11 le estaba esperando a Ben, pero es derrotarlo y enviado al Proyector. Posteriormente, los Tennyson aparecen en el Lago Cráter para derrotar unas plantas, y en Seatle, a Ben le toca derrotar a la planta gigante y desbloquea Wildvine, mientras tanto en el espacio Vilgax y El'Terhor colaboran para recuperar el Omnitrix y El'Terhor le da a Vilgax un cristal del Omnitrix, en Yellowstone a Ben le toca derrotar a las plantas
Más tarde Ben y Gwen están en el camper de su abuelo en Effigy Mounds, aparecen unos Hombres Lobo y unas Momias, en una cueva, a Ben le toca derrotar a Hex y El'Terhor sale del cuerpo del hechicero y escapa, en la base de los Plomeros, situada en el Monte Rushmore a Ben le toca enfrenrarse al Dr. Viktor, mienrtras que El'Terhor robó la máquina. Más adelante, cerca del lago de Chicago, sobre un tren, Ben debe enfrentarse a los aliados de El'Terhor, y el fantasma persigue a Ben en el Teatro de la Costa de Oro. Ben derrota a El'Terhor con la ayuda del Abuelo Max y Ben desbloquea el Control Maestro, y para terminar le toca derrotarle a los aliados de El'Terhor en el Monte Rushmore
Más tarde, en un campo de batalla histórico, a Ben le toca enfrentarse a las criaturas mutantes, que son híbridos entre animales, como serpientes y linces, y aliens que Ben no tiene en el Omnitrix ,como Insectoide y Bestia, después el Dr. Animo, quien estaba detrás de las mutaciones secuestra a Gwen. En un pantano en Bayou, a Ben le toca derrotar a Clancy y después Ben y Max se preguntan donde esta Gwen, pero Clancy no dice nada. En Nuevas Orneals le toca enfrentarse a otra mutación entre un oso y un alien que tampoco tiene en el Omnitrix, siendo este Diamante, después Max y Ben van a salvar a Gwen a una refinería de petróleo, y Ben lucha contra el Dr. Animo y lo derrota, después Ben y Max salvaron a Gwen a Ben, finalmentez en una barca fluvial, a Ben le toca derrotar a las creaciones de Animo.
Más tarde los Tennyson viajan a Washington D.C, a Ben le toca enfrentarse a los robots de Vilgax y a unos seres llamados Detrovitas, la raza de Vulkanus. De ahí, se dirigen a Cabo Cañaveral, ahí se desata una pelea con SixSix, y después los Tennyson van al espacio a la nave de Vilgax, primero, Ben se transforma en Cuatro Brazos, luego combate contra Vilgax, con XLR8 rompe la máquina, con Cannonbolt salta por rampas, y con Wildine, lanza unas raíces del suelo y se cuelga para rematar a Vilgax, después de derrotarlo Ben deja a Vilgax fuera de su nave y recupera los últimos cristales del Omnitrix, recuperando a sus demás aliens, en este caso son Diamante, Bestia, Ultra-T, Acuático, Materia Gris e Insectoide, pero Ben pierde los cristales del Omnitrix y Vilgax esta arriba de su nave, que es absorbida por el portal, por último, los Tennyson van al Vacío Nulo y Ben derrota a todos sus enemigos en el Vacío, también derrota sus jefes que están encerrados en el Vacío, como Enoch, Kevin 11, Clancy y SixSix.

## Jugabilidad
Ben 10: Protector of Earth es un juego en el que el jugador controla a Ben y lo ayuda a viajar a 5 regiones de Estados Unidos para recuperar todas las muestras de ADN del Omnitrix robadas por Vilgax, que quiere usarlas para destruir el mundo. Sus niveles consisten en resolver acertijos, junto con oleadas enemigas donde el jugador debe luchar para continuar. También tiene acceso al Omnitrix, que le permite a Ben transformarse en diferentes formas alienígenas con habilidades específicas que pueden usarse para el combate, rompecabezas, etc. Al principio, Ben solo puede acceder a algunas de sus formas alienígenas por un tiempo limitado, pero después de derrotar a algunos jefes, Ben finalmente puede acceder a cinco de sus diez formas (Cuatro Brazos, Inferno/Fuego, XLR8, Cannonbolt/Rayo de Cañón y Wildvine/Malahierba), e incluso desbloquea el control maestro, lo que significa que puede permanecer alienígena por una cantidad infinita de tiempo o cambiar entre alienígenas sin agotar la energía Omnitrix. Los combos de ataque se pueden desbloquear recolectando puntos Omnitrix. Se pueden reunir aumentos de poder limitados o invencibilidad, así como bonificaciones para hacer que el Omnitrix se recargue más rápido. Tres cromos de Sumo Slammer están ocultos en cada nivel principal y, una vez recolectados, desbloquean funciones, como clips de películas.

### Aliens utilizables
- Cuatro Brazos
- Fuego/Inferno
- XLR8
- Cannonbolt/Rayo de Cañón
- Wildvine/Malahierba
- Upchuck/Vomitón (sólo en DS, con un truco)

### Jefes y subjefes
- Robot gigante de Vilgax
- Enoch
- Traje robótico gigante de Enoch
- Kevin 11
- Planta Dragón
- Hex
- El'Terhor
- Clancy
- Dr. Animo
- SixSix
- Vilgax

### Niveles
- Nivel 1 - Gran Cañón: Mientras Ben duerme, un robot de Vilgax roba ADN de los alienígenas del Omnitrix quedando solo dos aliens: Cuatrobrazos y Fuego. A la mañana siguiente un meteorito cae despertando a Ben, y Gwen intenta descubrir qué es lo que pasa. Ben se enfrenta con los drones y cazadores de Vilgax, empieza a perseguir al Robot y cuando lo vence adquiere el ADN de XLR8.
- Nivel 2 - Mesa Verde: Ben ha recuperado un cristal, pero ¿Dónde está el resto de piezas del Omnitrix? Los Tennyson viajan a Mesa Verde para buscar más pistas.
- Nivel 3 - Área 51: ¿Por qué está Enoch luchando con los robots de Vilgax por poseer la tecnología del Área 51? La tarea de Ben es detenerlos.
- Nivel 4 - Embalse de Hoover: Los Tennyson tendrán que enfrentarse con el robot gigante de Enoch, tras derrotarlo, Ben recupera el ADN de Cannonbolt.
- Nivel 5 - Cráter de meteorito: Los planes de Enoch se han frustrado, pero aún quedan grupos de irreducibles Caballeros Eternos que hay que detener.
- Nivel 6 - San Francisco: Enoch ha sido derrotado, pero se avecinan problemas en San Francisco. Los Tennyson tienen que encontrar los restantes cristales del Omnitrix.
- Nivel 7 - Aserradero: Kevin 11 ha huido hacia el bosque y el Abuelo Max le persigue. ¿Podrán Ben y Gwen llegar a tiempo de descubrir los auténticos planes de Kevin?
- Nivel 8 - Lago del Cráter: Kevin 11 vuelve a estar en El Vacío, pero criaturas vegetales amenazan el noroeste del país. ¿Están relacionadas con la desaparición de los cristales del Omnitrix?
- Nivel 9 - Seattle: El crecimiento de la planta alienígena ya ha llegado hasta Seattle. Ben tiene que descubrir la plaga y salvar la ciudad.
- Nivel 10 - Yellowstone: Tras derrotar a la planta dragón y recuperar otro cristal del Omnitrix, obteniendo el ADN de Wildvine, los Tennyson se dedican a eliminar los últimos focos de resistencia.
- Nivel 11 - Effigy Mounds: Vilgax está usando los cristales del Omnitrix robados. ¿pero cuál es su último objetivo? Los Tennyson viajan hacia el Medio Oeste para proseguir con la investigación y se enfrentan al mago Hex, quien resulta que estaba poseído por El'Terhor.
- Nivel 12 - Base de los Plomeros: ¿Fue El'Terhor quien robó un Proyector del Vacío y lo usó para liberar a Vilgax? Los Tennyson van hacia el Monte Rushmore a la base oculta de los Plomeros para encontrar respuestas.
- Nivel 13 - Frente del lago de Chicago: Con los campos de contención de los Plomeros destruidos, las criaturas alienígenas corren a sus anchas por el Medio Oeste. Para empeorarlo, El'Terhor ha robado el Amplificador Etéreo para Vilgax. Ben va hacia Chicago para evitarlo.
- Nivel 14 - Teatro de la Costa de Oro: En el teatro, El'Terhor es más poderoso pero con Wildvine, Ben vence al fantasma encerrándolo en el vacío y se restablece el Control Maestro en el Omnitrix.
- Nivel 15 - Mr. Rushmore: Ben elimina los monstruos que quedan luego de derrotar a El'Terhor.
- Nivel 16 -  Campo de Batalla Histórica: Extrañas mutaciones aparecen y Ben, Gwen y el Abuelo sospechan de que el Dr. Animo esté detrás de todo eso. Luego el Dr. Animo secuestra a Gwen.
- Nivel 17 - Pantano: Clancy se ha hecho secuaz de Dr. Animo y Ben y Max lo persiguen para encontrar al Dr. Animo y a Gwen.
- Nivel 18 - Nueva Orleáns: Clancy ha revelado que el Dr. Animo está construyendo una nueva base de operaciones, con Gwen como principal sujeto de pruebas. ¡Ben y el Abuelo Max tienen poco tiempo para salvarla!
- Nivel 19 - Barco Fluvial: Los Tennyson se paran de camino a Washington D. C. para eliminar lo que queda de los horribles experimentos del Dr. Animo.
- Nivel 20 - Washington D.C.: Vilgax planea absorber todo el planeta hacia El Vacío y los Tennyson van hacia Washington D. C. para conseguir ayuda.
- Nivel 21 - Cabo Cañareval: Las aberturas de las puertas han sumido al país en el caos. Los Tennyson se dirigen a Cabo Cañareval para preparar su viaje hacia la nave de Vilgax. En el camino se enfrentarán a SixSix.
- Nivel 22 - Los Despiadados: Con la Tartana preparada con motores de cohetes experimentales, los Tennyson se dirigen al espacio para su enfrentamiento final con Vilgax.
- Nivel 23 - Extra: Un giro equivocado da con los Tennyson en El Vacío. Ben debe enfrentarse a varios de sus enemigos, incluyendo a Enoch, Kevin 11, Clancy y SixSix.

## Diferencias entre versiones
Las versiones de Wii, PlayStation 2 y PlayStation Portable, desarrolladas por High Voltage Software, son en gran medida idénticas entre sí y se juegan en entornos tridimensionales. Un segundo jugador puede unirse en modo cooperativo. La versión de Wii utiliza controles de movimiento, como simples movimientos del Wii Remote y Nunchuk para realizar ataques, y apunta el Wii Remote a objetivos en pantalla para ejecutar eventos de tiempo rápido. Las versiones de PlayStation 2 y PlayStation Portable requieren el uso de tarjetas de memoria para guardar el progreso.
A diferencia de las otras tres versiones, la versión de Nintendo DS es un beat 'em up 2.5D de desplazamiento lateral, en el que los jugadores pueden usar la pantalla táctil para operar el Omnitrix, cambiando entre las formas disponibles.